# Наумов, Сергей Михайлович (ватерполист)
Серге́й Миха́йлович Нау́мов (род. 9 апреля 1962, Москва) — советский и российский ватерполист, двукратный бронзовый призёр Олимпийских игр, ныне — спортивный журналист и телеведущий. Заслуженный мастер спорта СССР (1986).

## Карьера
Получил два высших образования: в 1986 году он окончил факультет журналистики Московского государственного университета, а в 1992 году — Российскую государственную академию физической культуры. 
На Олимпийских играх 1988 года Сергей в составе сборной СССР выиграл бронзовую медаль, обыграв в матче за 3-е место команду ФРГ. На турнире Наумов провёл 7 матчей и забил 5 голов. На следующих Играх Объединённая команда вновь завоевала бронзу, выиграв в матче за 3-е место у США. Выступал за спортивный клуб МГУ. В 1991 году по контракту уехал выступать за клубы Италии и Греции.

### Телевидение и журналистика
В 1995 году, ещё будучи действующим игроком, пришёл на телевидение, а с Олимпиады 1996 года стал работать на «НТВ-Плюс». Был редактором, ведущим новостей, затем стал комментатором водного поло и гандбола. 
С ноября 1996 по апрель 2001 года работал ведущим новостей спорта в утренних выпусках информационной программы «Сегодня» на телеканале НТВ. С мая 2001 по начало 2003 года — в аналогичной должности в программах «Сейчас» и «Новости» на телеканалах ТВ-6 и ТВС.
С 31 марта 2003 по осень 2007 года — комментатор спортивных новостей в информационной программе «Новости 24» на РЕН ТВ. 
С осени 2007 по март 2015 года снова был ведущим новостей спорта в информационной программе «Сегодня» на телеканале НТВ. Являлся автором и ведущим телевизионной программы «Ватерполье» на НТВ-Плюс Спорт.
С ноября 2015 года по настоящее время — комментатор водного поло на спортивном телеканале «Матч ТВ».